# Marieke Nivard
Marieke Nivard (1990) is een Nederlandse golfster. Zij is lid van de Best Golf & Country Club.

## Amateur
Toen Nivard twaalf jaar was speelde ze tennis, hockey en voetbal, maar in dat jaar besloot ze zich toe te leggen op golf. In 2007 speelde ze in de oranjeselectie meisjes met Caroline Karsten, Maaike Naafs en Karlijn Zaanen. Ze speelde o.a. in het ELTK. Ze won daar met het team een zilveren medaille nadat ze in de finale van Zweden verloren. Ook werd ze door de Nederlandse Golf Federatie getrakteerd op een stage-verblijf van een week in Zuid-Afrika.

In 2008 werd ze 18 jaar en ging naar de oranjeselectie dames, waar ook Christel Boeljon, Myrte Eikenaar, Kyra van Leeuwen, Dewi-Claire Schreefel en Chrisje de Vries speelden. Ze won voor de derde keer het Gulbergen Jeugd Open op Golfclub de Gulbergen, waar ook de beste speelsters uit België en Duitsland aanwezig zijn. Het NK t/m 18 jaar won ze in dat jaar voor de 2e keer en ook won ze twee keer internationaal, de German Girls en de Duke Of York Young Championship. Ook mocht ze het Individueel EK spelen waar ze 6e werd en zo haar NOC*NSF A-Status voor de 2e keer dat jaar behaalde. Ze speelde de European Nations Cup met Marjet van der Graaff waar ze 4e werden.
In 2009 speelde ze mee in de European Nations Cup voor amateurs samen met Karlijn Zaanen en Myrte Eikenaar. Het team werd begeleid door Joost Steenkamer en Niels Kraaij. Nederland eindigde op de 4de plaats, Nivard won de Copa Sotogrande voor de beste individuele score met 75-72-69-74. Ook won ze al vroeg in het seizoen de Voorjaarswedstrijd en het NK t/m 21 met een totaalscore van -6. Nivard speelde met het Nederlands damesteam het EK voor landen, waar ze 6e werden, individueel won ze en zo verlengde zij haar NOC*NSF A-status. Door Nivards prestaties in de eerste helft van het jaar werd ze gekozen voor het Europese Team en speelde de Vagliano Trophy (Europa tegen Groot-Brittannië & Ierland) welke zij wonnen met 13-11. Aan het einde van 2009 stond zij op de 2de plaats van de EGA rangorde.

### Gewonnen

#### Nationaal
- 2009: Nationaal Kampioenschap Strokeplay Junioren.
- 2010:  NK Strokeplay.
- 2006: Fortis Jeugdtour op Golfclub Anderstein (inclusief baanrecord), Nationaal Open Jeugd op Golfclub De Hoge Kleij na play-off tegen Karlijn Zaanen, Gulbergen Jeugd Open.
- 2008: Duits Jeugd Open met score van -5 op St. Leon-Rot bij Heidelberg,[2] Gulbergen Jeugd Open.
- 2008: Duke Of York Young Championship, Duits Kampioenschap t/m 18 jaar, Nederlands Kampioenschap t/m 18 jaar
- 2009: Copa Sotogrande (individueel)
- 2010: NK Strokeplay, beste amateur op het ABN Amro Ladies Open

### Teams
- Espirito Santo Trophy: 2008
- Vagliano Trophy: 2009
- World Cup: 2010 in Argentinië

Eind 2009 ging ze naar de Tourschool en probeerde een spelerskaart voor de Ladies European Tour (LET) te halen. Ze haalde de finale maar won geen kaart en besloot wat langer amateur te blijven. In 2010 haalde ze weer de finale en eindigde ze op de 42ste plaats.

## Professional
Nivard werd begin 2011 professional, ze won twee toernooien, ze won de Order of Merit van de LETAS en promoveerde naar  de Ladies European Tour. 

### Gewonnen
LETAS
- 2011: Trofée Preven’s (-8) op de Bussy-Guermantes Golf Course, Azores Ladies Open

## Amateur
Nadat zij twee seizoenen als professional had gespeeld, was golf haar werk geworden en het plezier in het spel was verdwenen. Eind 2012 besloot ze met deze carrière te stoppen en weer amateur te worden.